# Olympische Sommerspiele 2024/Leichtathletik – 4 × 400 m (Frauen)
Die 4-mal-400-Meter-Staffel der Frauen bei den Olympischen Spielen 2024 in Paris fand am 9. August 2024 (Vorläufe) und am 10. August 2024 (Finale) im Stade de France statt.

## Aktuelle Titelträgerinnen
| Olympiasiegerinnen                        | Vereinigte Staaten | 3:16,85 min | Tokio 2020     |
| Weltmeisterinnen                          | Niederlande        | 3:20,72 min | Budapest 2023  |
| Europameisterinnen                        | Niederlande        | 3:22,39 min | Rom 2024       |
| Nord-/Zentralamerika-/Karibikmeisterinnen | Vereinigte Staaten | 3:23,54 min | Freeport 2022  |
| Südamerikameisterinnen                    | Kolumbien          | 3:31,39 min | São Paulo 2023 |
| Asienmeisterinnen                         | Vietnam            | 3:32,36 min | Bangkok 2023   |
| Afrikameisterinnen                        | Nigeria            | 3:27,31 min | Douala 2024    |
| Ozeanienmeisterinnen                      | Papua-Neuguinea    | 4:01,91 min | Suva 2024      |

## Rekorde

### Bestehende Rekorde
| Weltrekord         | Sowjetunion (Tazzjana Ljadouskaja, Olga Nasarowa, Marija Pinigina, Olha Bryshina) | 3:15,17 min | Finale Seoul, Südkorea | 1. Oktober 1988 |
| Olympischer Rekord | Sowjetunion (Tazzjana Ljadouskaja, Olga Nasarowa, Marija Pinigina, Olha Bryshina) | 3:15,17 min | Finale Seoul, Südkorea | 1. Oktober 1988 |

### Rekordverbesserungen
Es wurden während des Wettkampfes ein neuer Kontinentalrekord sowie vier neue Nationalrekorde aufgestellt, alle im Finale am 10. August 2024.
- Kontinentalrekord:
  - 3:15,27 min (Amerikarekord) – Vereinigte Staaten (Shamier Little, Sydney McLaughlin-Levrone, Gabrielle Thomas, Alexis Holmes)
- Nationalrekorde:
  - 3:19,50 min – Niederlande (Lieke Klaver, Cathelijn Peeters, Lisanne de Witte, Femke Bol)
  - 3:19,72 min – Großbritannien (Victoria Ohuruogu, Laviai Nielsen, Nicole Yeargin, Amber Anning)
  - 3:19,90 min – Irland (Sophie Becker, Rhasidat Adeleke, Phil Healy, Sharlene Mawdsley)
  - 3:21,41 min – Frankreich (Sounkamba Sylla, Shana Grebo, Amandine Brossier, Louise Maraval)

## Vorläufe
9. August 2024, 10:40 Uhr
Für das Finale qualifizierten sich die ersten drei Staffeln der beiden Vorläufe sowie die Staffeln mit den zwei schnellsten restlichen Zeiten.

### Vorlauf 1
| Rang | Nation             | Athletinnen                                                           | Zeit (min) | Anmerkung |
| ---- | ------------------ | --------------------------------------------------------------------- | ---------- | --------- |
| 1    | Vereinigte Staaten | Quanera Hayes Shamier Little Aaliyah Butler Kaylyn Brown              | 3:21,44    | Q, SB     |
| 2    | Großbritannien     | Yemi Mary John Hannah Kelly Jodie Williams Lina Nielsen               | 3:24,72    | Q, SB     |
| 3    | Frankreich         | Sounkamba Sylla Shana Grebo Alexe Déau Amandine Brossier              | 3:24,73    | Q         |
| 4    | Belgien            | Hanne Claes Imke Vervaet Camille Laus Helena Ponette                  | 3:24,92    | q         |
| 5    | Spanien            | Blanca Hervás Berta Segura Eva Santidrián Carmen Avilés               | 3:28,29    |           |
| 6    | Norwegen           | Josefine Tomine Eriksen Astri Ertzgaard Elisabeth Slettum Amalie Iuel | 3:28,61    |           |
| 7    | Schweiz            | Giulia Senn Julia Niederberger Annina Fahr Yasmin Giger               | 3:29,75    |           |
| 8    | Kuba               | Melissa Padrón Daily Cooper Sahily Diago Roxana Gómez                 | 3:33,99    |           |

### Vorlauf 2
| Rang | Nation      | Athletinnen                                                                    | Zeit (min) | Anmerkung |
| ---- | ----------- | ------------------------------------------------------------------------------ | ---------- | --------- |
| 1    | Jamaika     | Andrenette Knight Ashley Williams Charokee Young Stephenie Ann McPherson       | 3:24,92    | Q, SB     |
| 2    | Niederlande | Eveline Saalberg Lieke Klaver Myrte van der Schoot Lisanne de Witte            | 3:25,03    | Q         |
| 3    | Irland      | Sophie Becker Phil Healy Kelly McGrory Sharlene Mawdsley                       | 3:25,05    | Q         |
| 4    | Kanada      | Zoe Sherar Aiyanna Stiverne Lauren Gale Kyra Constantine                       | 3:25,77    | q         |
| 5    | Italien     | Ilaria Accame Anna Polinari Giancarla Trevisan Alice Mangione                  | 3:26,50    |           |
| 6    | Polen       | Anastazja Kuś Justyna Święty-Ersetic Aleksandra Formella Alicja Wrona-Kutrzepa | 3:26,69    |           |
| 7    | Deutschland | Skadi Schier Alica Schmidt Mona Mayer Eileen Demes                             | 3:26,95    |           |
| 8    | Indien      | Vithya Ramraj Jyothika Sri Dandi M. R. Poovamma Subha Venkatesan               | 3:32,51    |           |

## Finale
10. August 2024, 21:14 Uhr
| Rang | Nation             | Athletinnen                                                                 | Zeit (min) | Anmerkung |
| ---- | ------------------ | --------------------------------------------------------------------------- | ---------- | --------- |
| 1    | Vereinigte Staaten | Shamier Little Sydney McLaughlin-Levrone Gabrielle Thomas Alexis Holmes     | 3:15,27    | AM        |
| 2    | Niederlande        | Lieke Klaver Cathelijn Peeters Lisanne de Witte Femke Bol                   | 3:19,50    | NR        |
| 3    | Großbritannien     | Victoria Ohuruogu Laviai Nielsen Nicole Yeargin Amber Anning                | 3:19,72    | NR        |
| 4    | Irland             | Sophie Becker Rhasidat Adeleke Phil Healy Sharlene Mawdsley                 | 3:19,90    | NR        |
| 5    | Frankreich         | Sounkamba Sylla Shana Grebo Amandine Brossier Louise Maraval                | 3:21,41    | NR        |
| 6    | Kanada             | Zoe Sherar Savannah Sutherland Kyra Constantine Lauren Gale                 | 3:22,01    | SB        |
| 7    | Belgien            | Naomi Van Den Broeck Imke Vervaet Hanne Claes Helena Ponette                | 3:22,40    | SB        |
|      | Jamaika            | Stacey-Ann Williams Andrenette Knight Shiann Salmon Stephenie Ann McPherson | DNF        |           |